# Landgericht Seligenstadt

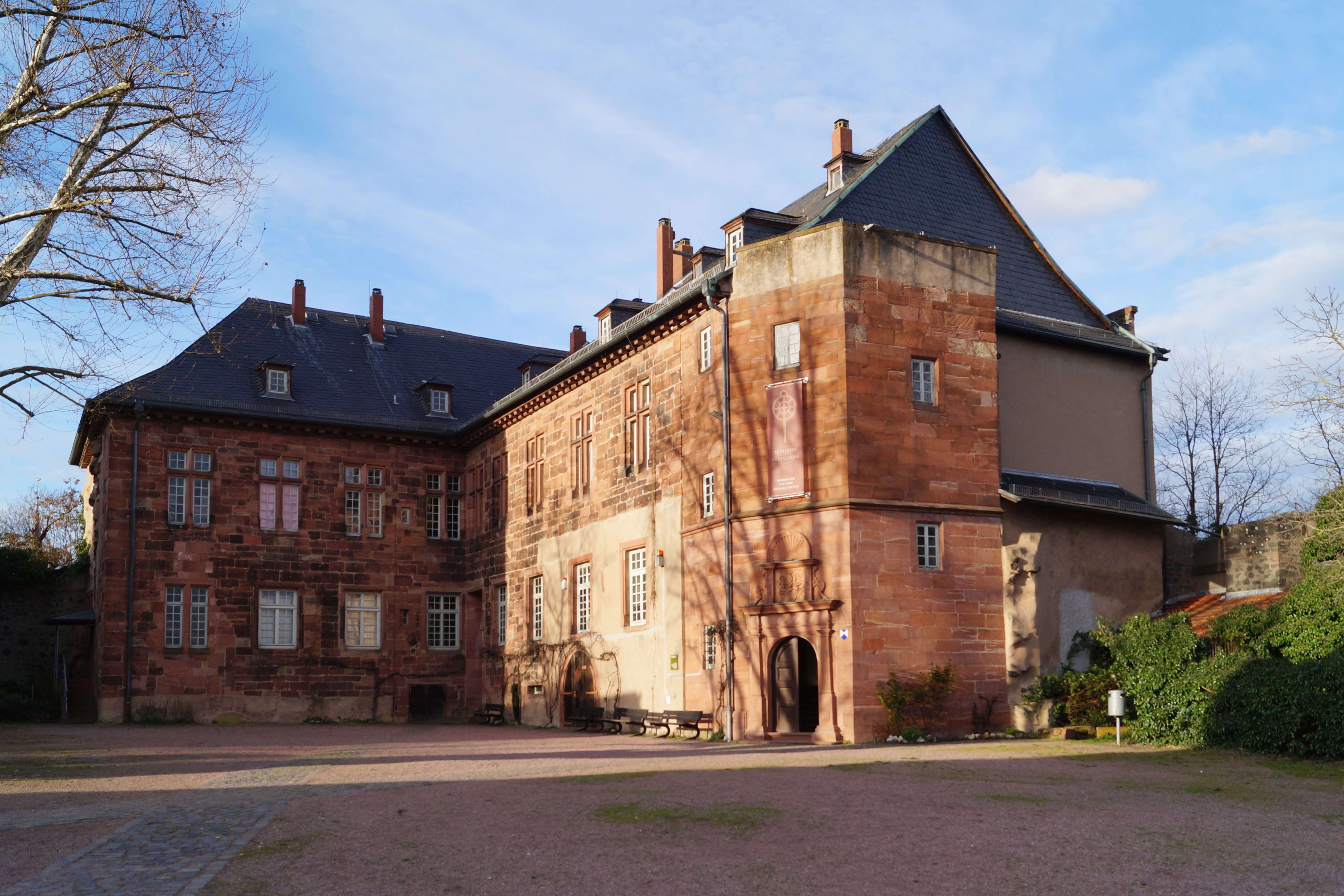
Schloss Steinheim (heute: Museum Schloss Steinheim), Gerichtssitz bis 1835

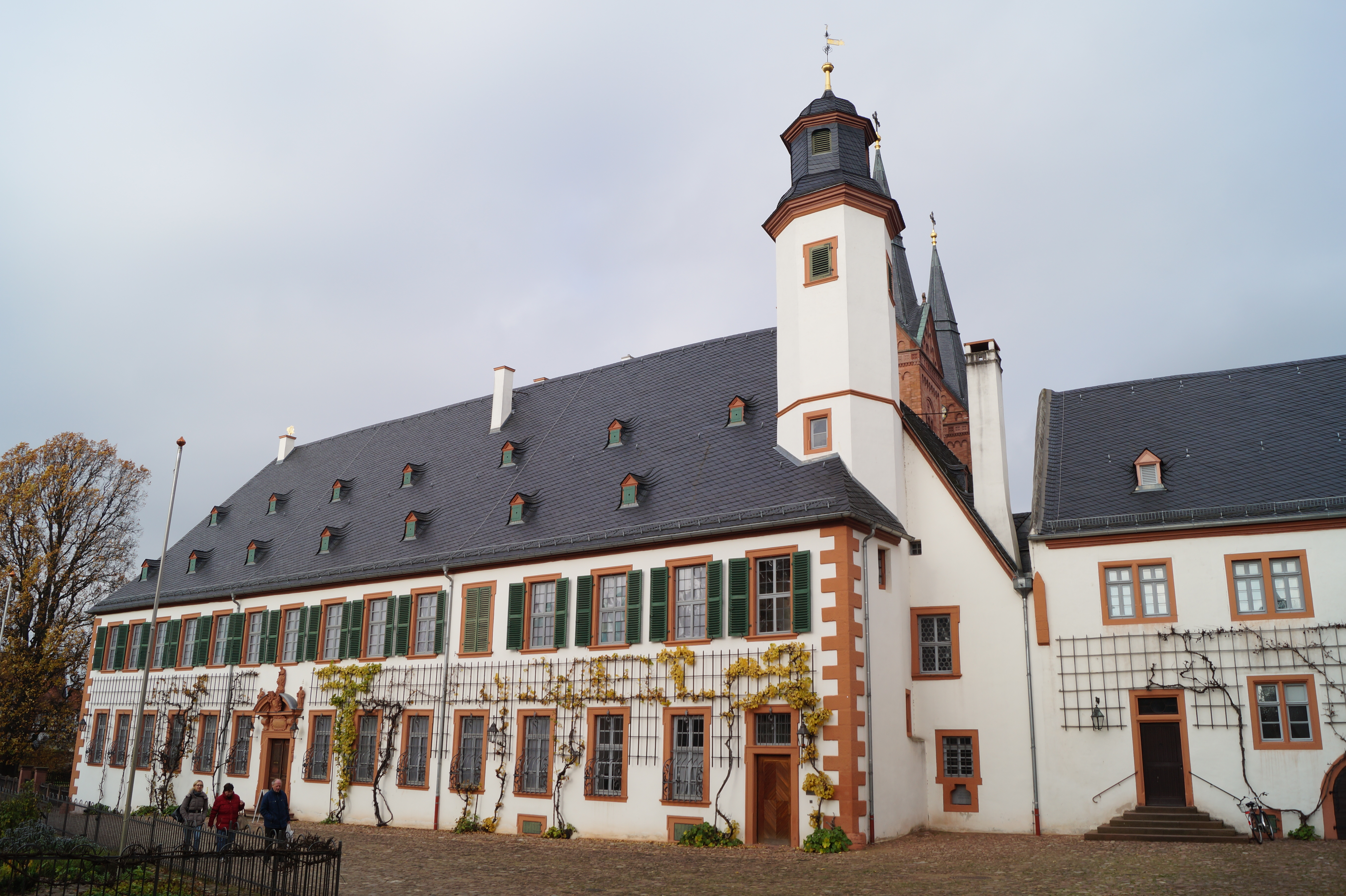
Kloster Seligenstadt, Gerichtssitz nach 1835

Das Landgericht Seligenstadt (bis 1835 Landgericht Steinheim) war von 1821 bis 1879 ein Landgericht des Großherzogtums Hessen in der Provinz Starkenburg, zunächst mit Sitz in Groß-Steinheim, ab 1835 in Seligenstadt.

## Gründung
Ab 1821 trennte das Großherzogtum Hessen auch auf unterer Ebene Rechtsprechung und Verwaltung. Für die Verwaltung wurden Landratsbezirke geschaffen, die erstinstanzliche Rechtsprechung Landgerichten übertragen. 
 Der Landratsbezirk Seligenstadt erhielt die Zuständigkeit für die Verwaltung der gleichzeitig aufgelösten Ämter Seligenstadt, Amt Steinheim, Teile des Amtes Babenhausen und das Amt Heusenstamm. Das Landgericht Steinheim übernahm im gleichen Bereich die zuvor durch die Ämter wahrgenommenen Aufgaben der Rechtsprechung.

## Bezirk
Der Gerichtsbezirk umfasste:
| Gemeinde          | Herkunft                           | Zugang | Abgang | Nach                     |
| ----------------- | ---------------------------------- | ------ | ------ | ------------------------ |
| Babenhausen       | Amt Babenhausen                    | 1821   | 1879   | Amtsgericht Seligenstadt |
| Bieber            | Amt Steinheim                      | 1821   | 1853   | Landgericht Offenbach    |
| Dietesheim        | Amt Steinheim                      | 1821   | 1853   | Landgericht Offenbach    |
| Dudenhofen        | Amt Babenhausen                    | 1821   | 1879   | Amtsgericht Seligenstadt |
| Froschhausen      | Amt Seligenstadt                   | 1821   | 1879   | Amtsgericht Seligenstadt |
| Groß-Steinheim    | Amt Steinheim                      | 1821   | 1879   | Amtsgericht Offenbach    |
| Hainhausen        | Amt Seligenstadt                   | 1821   | 1879   | Amtsgericht Seligenstadt |
| Hainstadt         | Amt Steinheim                      | 1821   | 1879   | Amtsgericht Seligenstadt |
| Harreshausen      | Amt Babenhausen                    | 1821   | 1879   | Amtsgericht Seligenstadt |
| Hausen            | Amt Heusenstamm Patrimonialgericht | 1821   | 1853   | Landgericht Offenbach    |
| Hergershausen     | Amt Babenhausen                    | 1821   | 1879   | Amtsgericht Seligenstadt |
| Heusenstamm       | Amt Heusenstamm Patrimonialgericht | 1821   | 1853   | Landgericht Offenbach    |
| Jügesheim         | Amt Seligenstadt                   | 1821   | 1879   | Amtsgericht Seligenstadt |
| Klein-Auheim      | Amt Steinheim                      | 1821   | 1879   | Amtsgericht Seligenstadt |
| Klein-Krotzenburg | Amt Seligenstadt                   | 1821   | 1879   | Amtsgericht Seligenstadt |
| Klein-Steinheim   | Amt Steinheim                      | 1821   | 1879   | Amtsgericht Offenbach    |
| Klein-Welzheim    | Amt Seligenstadt                   | 1821   | 1879   | Amtsgericht Seligenstadt |
| Lämmerspiel       | Amt Steinheim                      | 1821   | 1853   | Landgericht Offenbach    |
| Mainflingen       | Amt Seligenstadt                   | 1821   | 1879   | Amtsgericht Seligenstadt |
| Mühlheim          | Amt Steinheim                      | 1821   | 1853   | Landgericht Offenbach    |
| Nieder-Roden      | Landgericht Langen                 | 1853   | 1879   | Amtsgericht Seligenstadt |
| Ober-Roden        | Landgericht Langen                 | 1853   | 1879   | Amtsgericht Langen       |
| Obertshausen      | Amt Heusenstamm Patrimonialgericht | 1821   | 1853   | Landgericht Offenbach    |
| Rembrücken        | Amt Seligenstadt                   | 1821   | 1879   | Amtsgericht Seligenstadt |
| Seligenstadt      | Amt Seligenstadt                   | 1821   | 1879   | Amtsgericht Seligenstadt |
| Sickenhofen       | Amt Babenhausen                    | 1821   | 1879   | Amtsgericht Seligenstadt |
| Weiskirchen       | Amt Seligenstadt                   | 1821   | 1879   | Amtsgericht Seligenstadt |
| Zellhausen        | Amt Seligenstadt                   | 1821   | 1879   | Amtsgericht Seligenstadt |

## Weitere Entwicklung
Bereits am 24. Oktober 1834 war entschieden worden, dass der Sitz des Gerichts nach Seligenstadt verlegt und die Bezeichnung entsprechend geändert werden sollte. Zum 1. Juli 1835 wurde das dann vollzogen.
Durch mehrere Verwaltungsreformen, 1832, 1848 und zuletzt 1852 hatten sich nicht nur die Bezeichnungen der Verwaltungsbezirke, sondern auch deren Grenzen geändert. Um das wieder anzugleichen, revidierte das Großherzogtum 1853 in den Provinzen Starkenburg und Oberhessen umfassend die Zuständigkeitsbereiche der Gerichte. Die Folge waren auch Änderungen für den Sprengel des Landgerichts Seligenstadt (siehe Übersicht).

## Ende
Mit dem Gerichtsverfassungsgesetz von 1877 wurden Organisation und Bezeichnungen der Gerichte reichsweit vereinheitlicht. Zum 1. Oktober 1879 hob das Großherzogtum Hessen deshalb die Landgerichte auf. Funktional ersetzt wurden sie durch Amtsgerichte. So ersetzte das Amtsgericht Seligenstadt das Landgericht Seligenstadt. „Landgerichte“ nannten sich nun die den Amtsgerichten direkt übergeordneten Obergerichte. Das Amtsgericht Seligenstadt wurde dem Bezirk des Landgerichts Darmstadt zugeordnet.

## Gerichtsgebäude
In Steinheim war das Gericht bis 1835 im Schloss Steinheim, in Seligenstadt dann anschließend ab 1835 im ehemaligen Kloster Seligenstadt untergebracht.

## Richter
- Franz Jakob Nessel (1808–1862), 1846–1853 Assessor mit Stimme an Landgericht Seligenstadt
- Ludwig Zimmermann (Richter) (1806–1881), 1847–1852 Landrichter in Seligenstadt
- Franz Friedrich Königer (1814–1885), 1857–1871 Landrichter in Seligenstadt